# Louhi

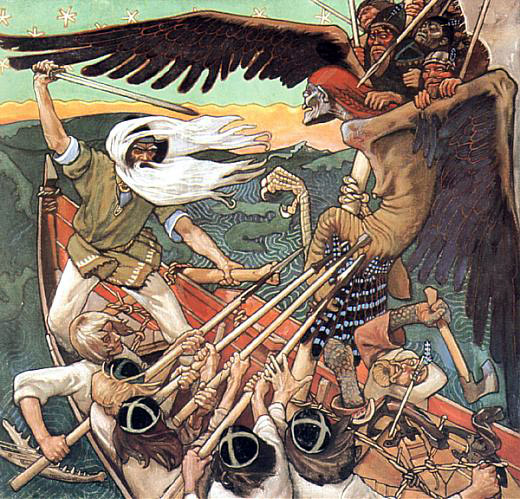
„Die Verteidigung des Sampo“ (Akseli Gallen-Kallela, 1896)

Louhi ist in der finnischen Mythologie die bösartige Herrscherin oder Hexe des Nordlandes Pohjola. Wie fast alle Figuren des Kalevala hat auch sie magische Fähigkeiten.
Louhi verspricht Männern ihre wunderschöne Tochter, um ihnen fast unlösbare Aufgaben zu stellen. So muss auch Ilmarinen mehrere Aufgaben lösen – unter anderem muss er die Zaubermühle „Sampo“ für Louhi schmieden –, bevor er die Tochter heiraten darf.
Später rauben Väinämöinen, Ilmarinen und Lemminkäinen den Sampo von Louhi, weil dieser das Nordland zu reich und mächtig macht. Auf der Heimfahrt werden sie von Louhi angegriffen, die in Gestalt eines Riesenadlers den Sampo zurückerobern will. Bei diesem Kampf wird der Sampo zerstört.
Im 45. Gesang von Elias Lönnrots Kalevala sind Louhi und das auf ihr Anrufen hin vom Wind geschwängerte „widerlichste Weib“ Loviatar, die durch die Geburt ihrer Söhne Unheil über das Volk Kalevals bringen soll, zwei verschiedene Personen, doch scheint es sich in der Überlieferung lediglich um zwei Namen für dieselbe Figur zu handeln. Loviatars neun Söhne sind die Urheber von neun Krankheiten – von der Verstopfung über Gicht und Schwindsucht bis zum Krebs.

## Deutung
Hans Fromm hält die Figur der Louhi für eine mittelalterliche Entlehnung aus dem Russischen und eine Variante der biblischen Herodias. Matti Haavio führt die Gestalt der Louhi / Loviatar auf einen wesentlich älteren vorchristlichen, weit verbreiteten Mythos vom Ursprung der Krankheiten zurück. Loviatar wird auch mit der nächtlichen Dämonin Lilith (abgeleitet von babylonisch: lilitu – Windgeist) des Alten Testaments gleichgesetzt (Jes. 34,14). Etymologisch könnte eine Verwandtschaft zum deutschen Wort flug bestehen.

## Sonstiges
Der Sampo-Diebstahl wird in dem sowjetisch-finnischen Film Das gestohlene Glück (Originaltitel Sampo) des Regisseurs Alexander Ptuschko von 1958 dargestellt. Louhi wurde von der damals 61-jährigen Anna Orotschko gespielt.
Louchi (von der russischen Schreibweise Лоухи; karelisch Louhi) ist der Name einer städtischen Siedlung im Norden der Republik Karelien in Russland. Louhi heißt auch ein Dorf im Osten Finnlands, das seit 2013 zu Savonlinna gehört und zuvor Teil der Gemeinde Kerimäki war.
Louhi ist ein finnischer Nachname. Nach der Figur wurden zudem mehrere Schiffe benannt, darunter ein finnischer Minenleger (1916–1945). Auch ein 1942 entdeckter Asteroid trägt den Namen (3897) Louhi.